# Panoptikon Fotografins Hus

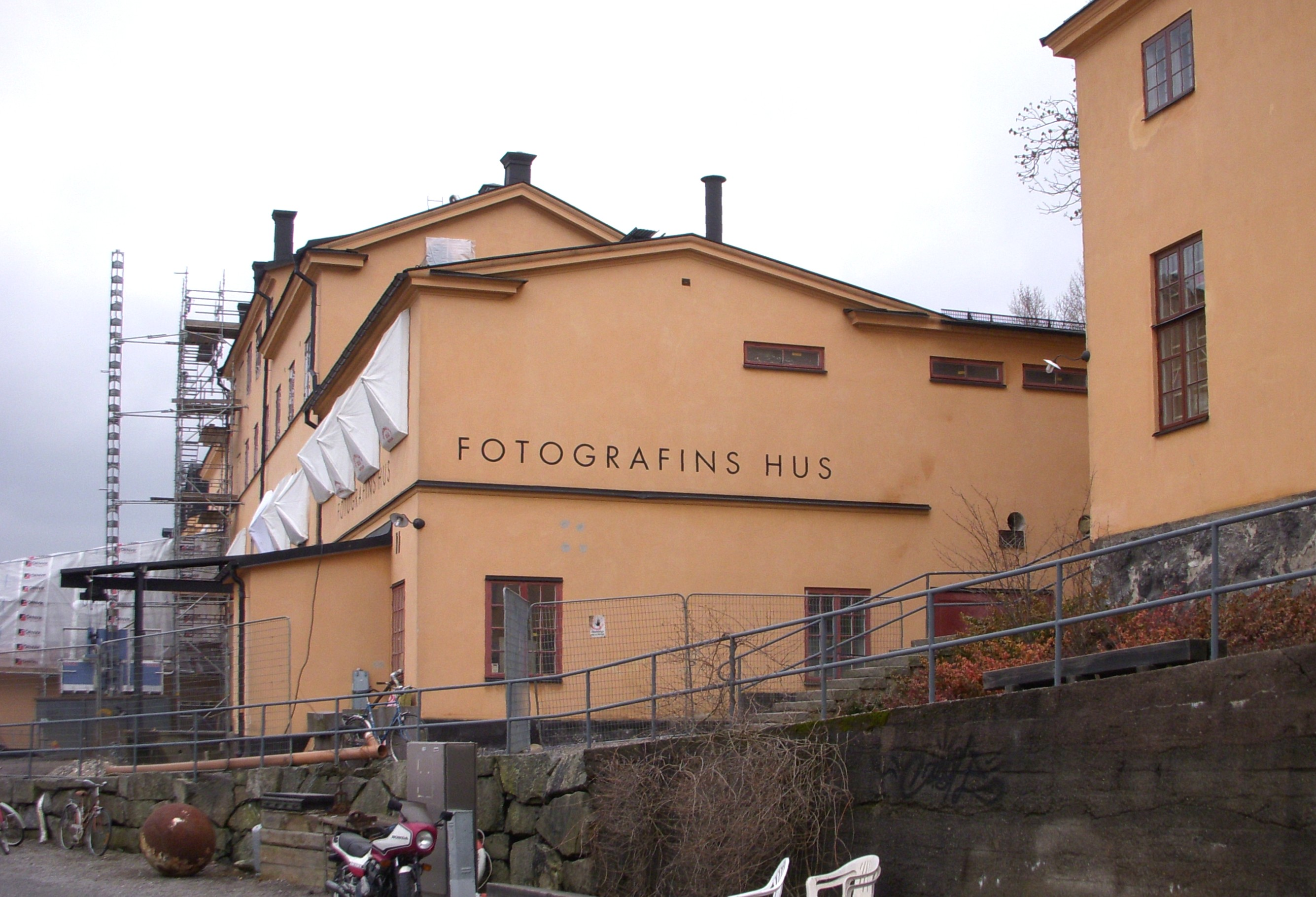
Fotografins Hus på Skeppsholmen i mars 2009

Panoptikon Fotografins Hus var en konsthall på Skeppsholmen i Stockholm med adress Slupskjulsvägen 26C. F.
Fotografins Hus var inrymt i Flottans tidigare anläggning Mindepartementet på Skeppsholmens östra sida. Konsthallen bildades 2003 på privat initiativ tillsammans med en grupp sakkunniga personer från utställnings-, musei- och konstvärlden. Idén var att visa breda utställningar med internationella och svenska fotografer samt konstnärer. Konsthallen ville visa konstnärlig bredd inom samtida fotografi, kombinerad med föreläsningar, visningar och seminarier. 
Sedan mars 2016 drivs i samma lokaler Mindepartementet Art and Photography.